# Markos Botsaris

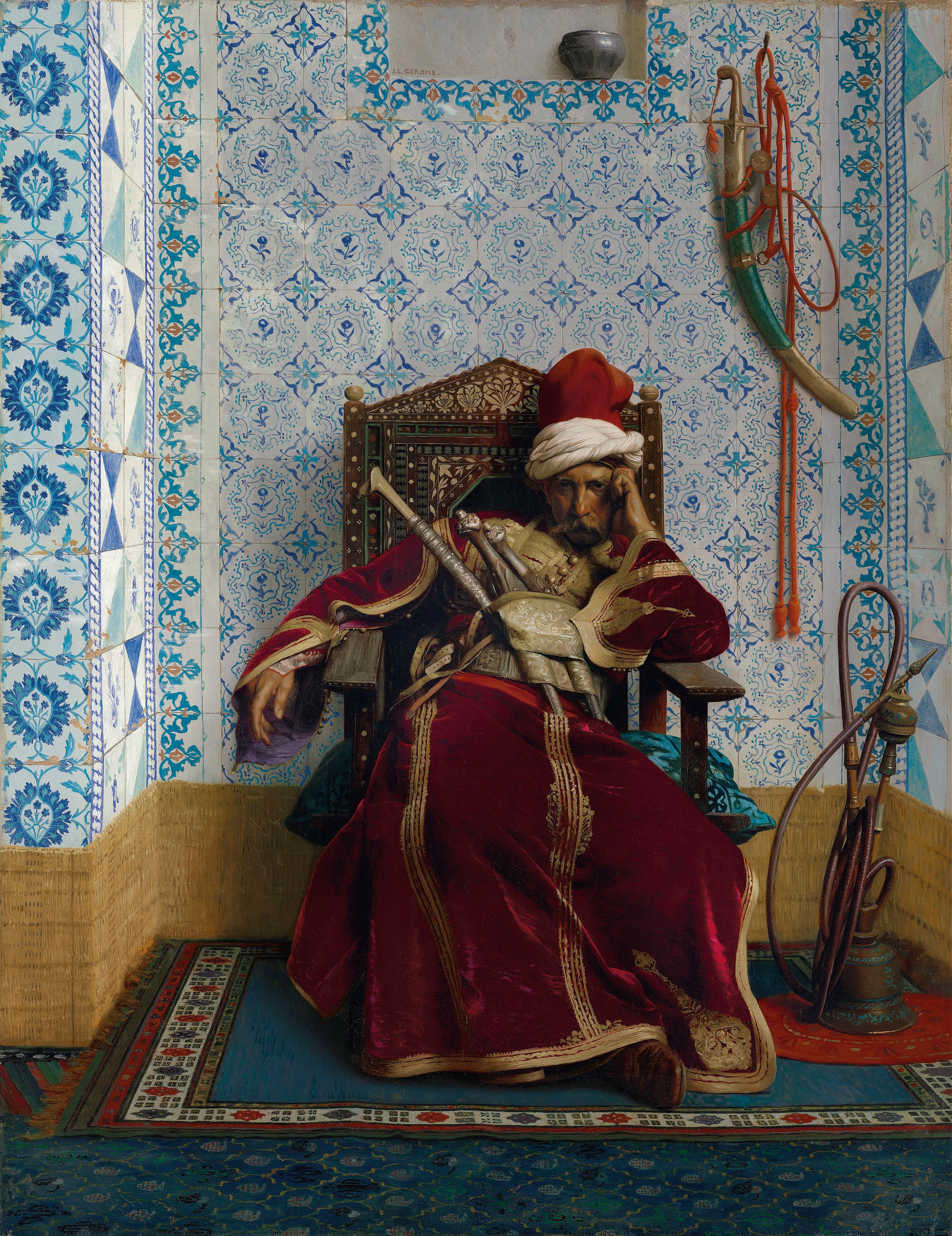
Jean-Léon Gérôme (1824–1904): Markos Botsaris. Öl auf Leinwand, 1874

Markos Botsaris (griechisch Μάρκος Μπότσαρης, albanisch Marko Boçari, * 1788 in Souli, Griechenland; † 21. August 1823 bei Karpenisi, Evrytania) war ein militärischer Führer der Sulioten während der Griechischen Revolution.

## Leben
Markos Botsaris war Sohn einer souliotischen Familie. Sein Vater Kitsos Botsaris wurde 1809 im Auftrag von Tepedelenli Ali Pascha ermordet.
1803 setzte er zu den Ionischen Inseln über, wo er in Dienst eines suliotischen Regiments in französischem Sold ging.
1814 trat er mit anderen Sulioten der Griechischen Patriotischen Gesellschaft Filiki Eteria (Φιλική Εταιρεία) bei. Beim Ausbruch der Griechischen Revolution zeichnete er sich durch Führungseigenschaften bei den Kämpfen im westlichen Griechenland aus, besonders bei der Verteidigung von Mesolongi.

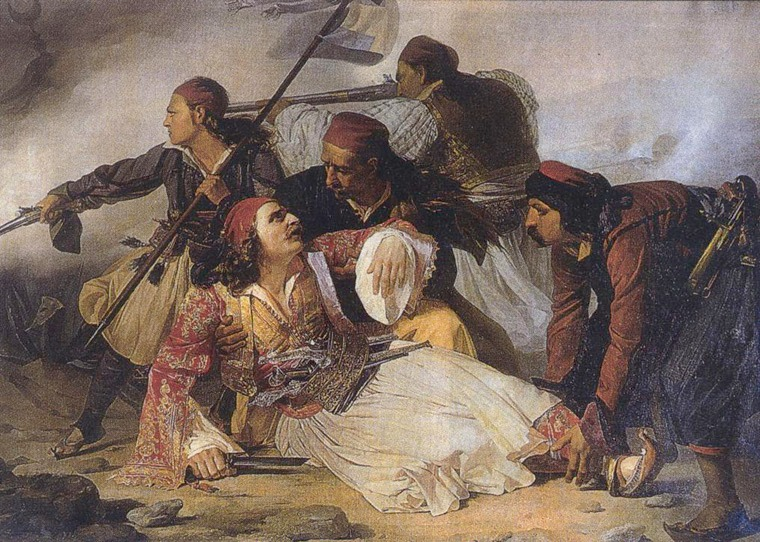
Ludovico Lipparini (1800–1856): Tod des Markos Botsaris. Gemälde, zwischen 1823 und 1856. Museo Sartorio, Triest

In der Nacht des 21. August 1823 führte er die Attacke bei Karpenisi mit 240 Sulioten gegen 4000 Türken, welche die Vorhut der Belagerungsarmee des Mustai Pascha bildeten. Es kam zur Niederlage der Türken, aber auch Botsaris selbst fiel. Er wurde in Mesolongi begraben.
Markos’ Bruder, Kostas Botsaris, der bei Karpenisi kämpfte, vervollständigte den Sieg und lebte weiterhin als General und Senator in Griechenland. Er starb am 13. November 1853 in Athen. Der 1813 geborene Dimitrios Botsaris, ein Sohn von Markos, war dreimal Kriegsminister unter den Königen Otto I. und Georg I. Er starb in Athen am 17. August 1870.

## Andenken

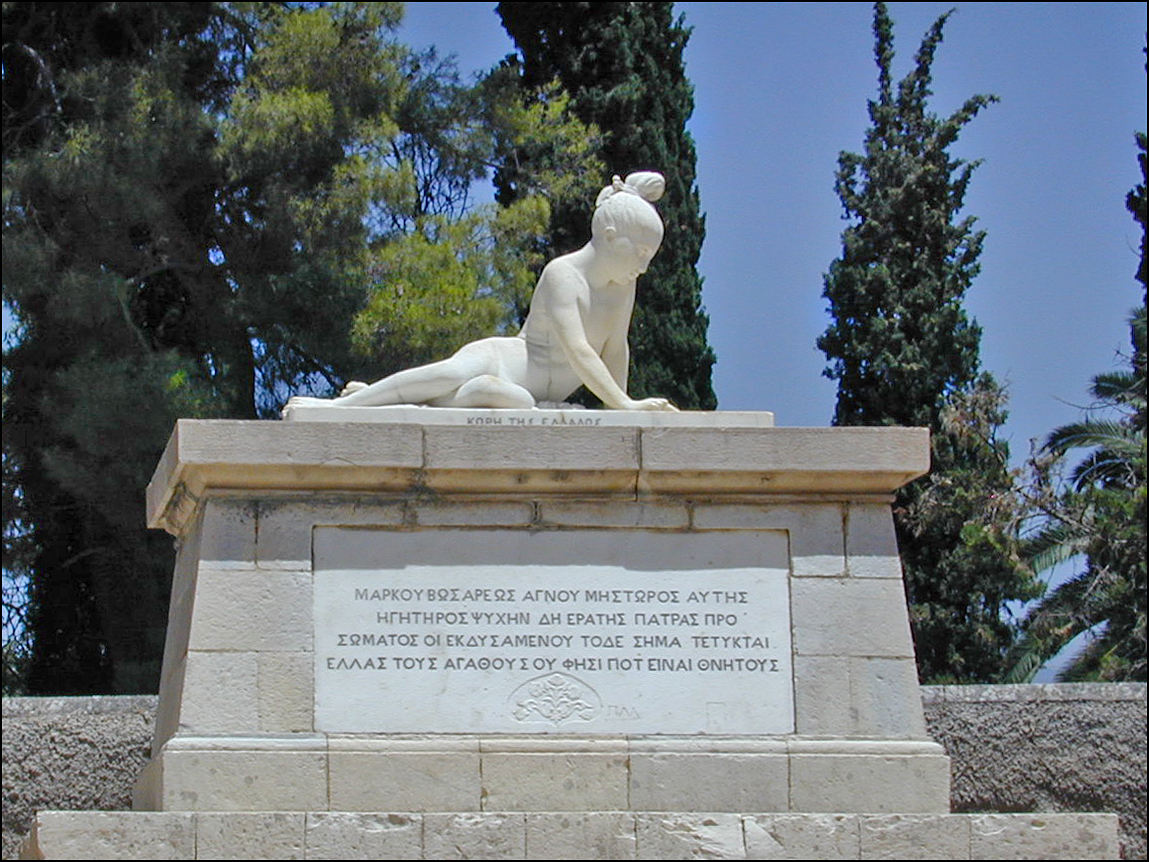
Grab Botsaris’ in Mesolongi

Sein Andenken wird in vielen populären Balladen in Griechenland bewahrt und gepflegt. In der albanischen und griechischen Folklore existiert ein iso-polyphones Lied zu Markos Botsaris, das im frühen 19. Jahrhundert schriftlich erfasst wurde. Der Schweizer Dichter Juste Olivier schrieb 1825 ein Gedicht für Markos Botsaris.
Nach Markos Botsaris sind Straßen in Griechenland und Albanien (dort Marko Boçari) sowie eine in Paris benannt.